# NGC 5307
NGC 5307 est une nébuleuse planétaire située dans la constellation du Centaure. Elle a été découverte par l'astronome britannique John Herschel en 1836.
Selon la classification de Peimbert basée sur l'abondance des éléments, NGC 5307 une nébuleuse planétaire de type IIb/III.

## Observation
Avec une magnitude visuelle apparente de 11,2, on doit utiliser un télescope dont l'ouverture est d'au moins 150 mm pour l'observer.  

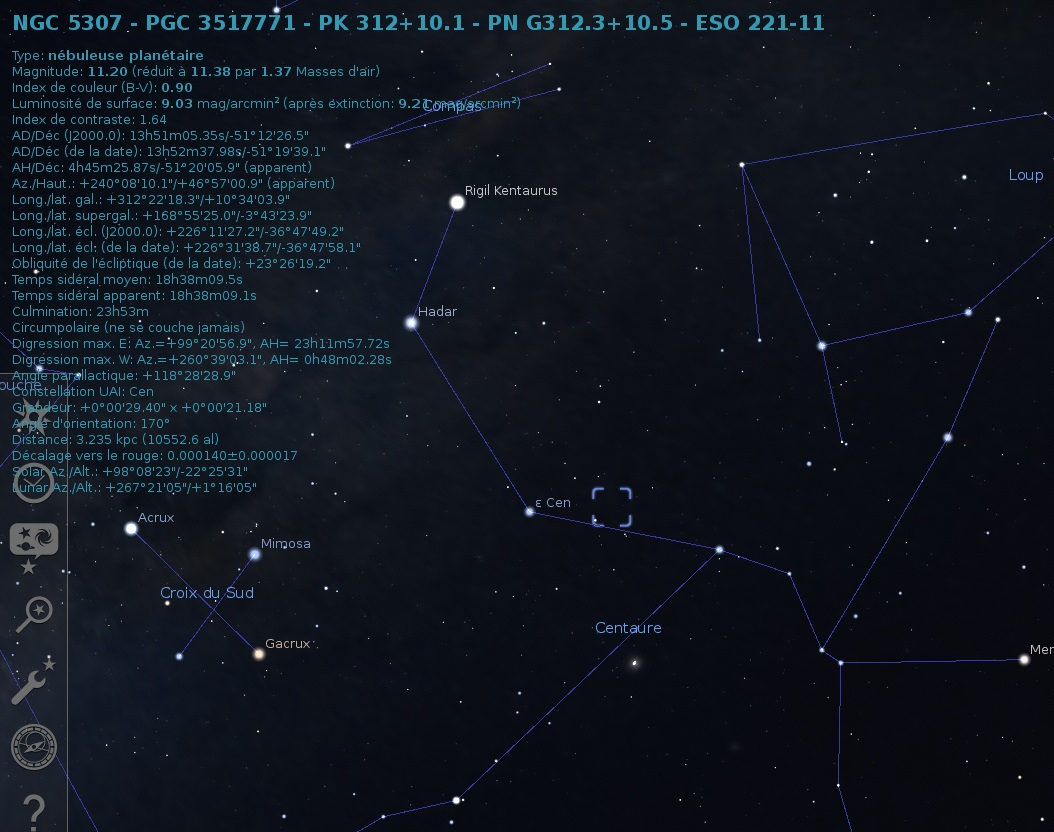
Emplacement de NGC 5307 dans la constellation du Centaure.

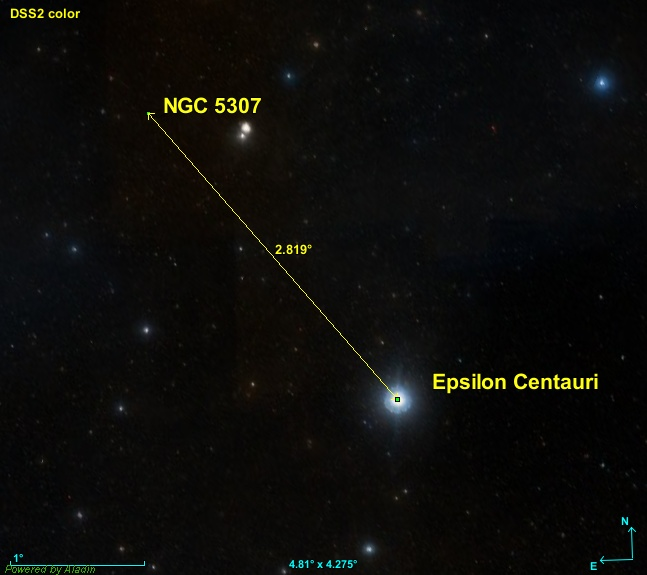
Position de NGC 5307 par rapport à Epsilon Centauri.

La nébuleuse NGC 5307 est située à environ 2,8 degrés au nord-est d'Epsilon Centauri (ε Cen).

## Caractéristiques

### Distance, taille et vitesse
Le logiciel en ligne Aladin Lite permet de consulter les données astronomiques de plusieurs catalogues, dont le « GAIA EARLY DATA RELEASE 3 (GAIA EDR3) ». Pour NGC 5307, Gaia EDR3, la parallaxe de NGC 5307 est égale à 0,288 1 ± 0,055 9 mas, ce qui correspond à une distance de 3 471 +836
−564 pc. Deux distances très semblables provenant de publications plus anciennes sont aussi indiquées sur la base de données Simbad : 3,272 ± 0,654 kpc (∼10 700 al) et environ 3 235 pc (∼10 600 al).
Puisque sa taille apparente est de 0,3′, un calcul rapide montre que son envergure est égale à 1,0 +0,16
−0,24 al.
Deux valeurs identiques de la vitesses sont aussi indiquées sur Simbad : 42 ± 5,0 km/s,. Dans une publication plus récente, sa vitesse radiale est estimée à 38 ± 3 km/s et sa vitesse d'expansion est de 22,1 km/s.

### Sa structure et son étoile centrale

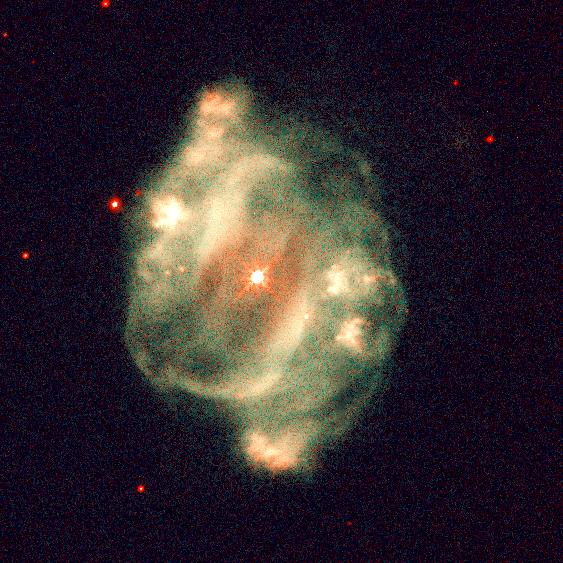
Une structure en spirale est clairement visible sur cette image du télescope Hubble.

Comme on peut le voir sur une image provenant du télescope spatial Hubble, NGC 5307 présente une structure en spirale qui provient probablement de l'oscillation de l'étoile lorsqu'elle expulsait son atmosphère dans différentes directions. Cette nébuleuse présente aussi une symétrie ponctuelle, c'est-à-dire que chaque grumeau lumineux a une contrepartie du côté opposée de l'étoile centrale
L'étoile centrale de NGC 5307 est PNG 312.3+10.5,. Cette étoile est de est de type spectral O(H)3.5V et elle exibite un spectre de type WELS (de l'anglais Weak Emission Line Star).
.

## Galerie

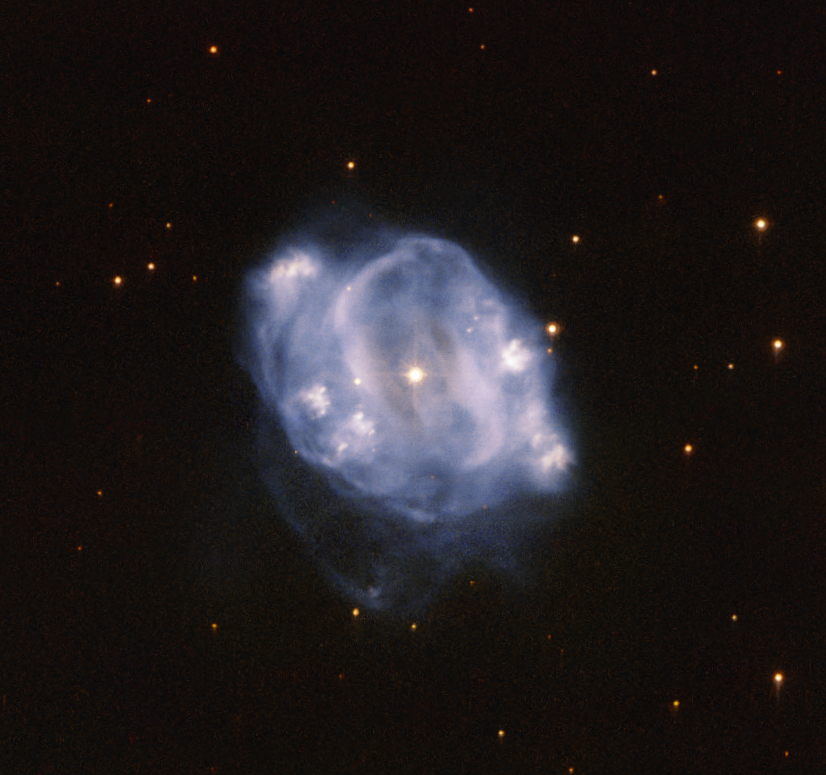
NGC 5307 en lumière visible par le télescope spatial Hubble.
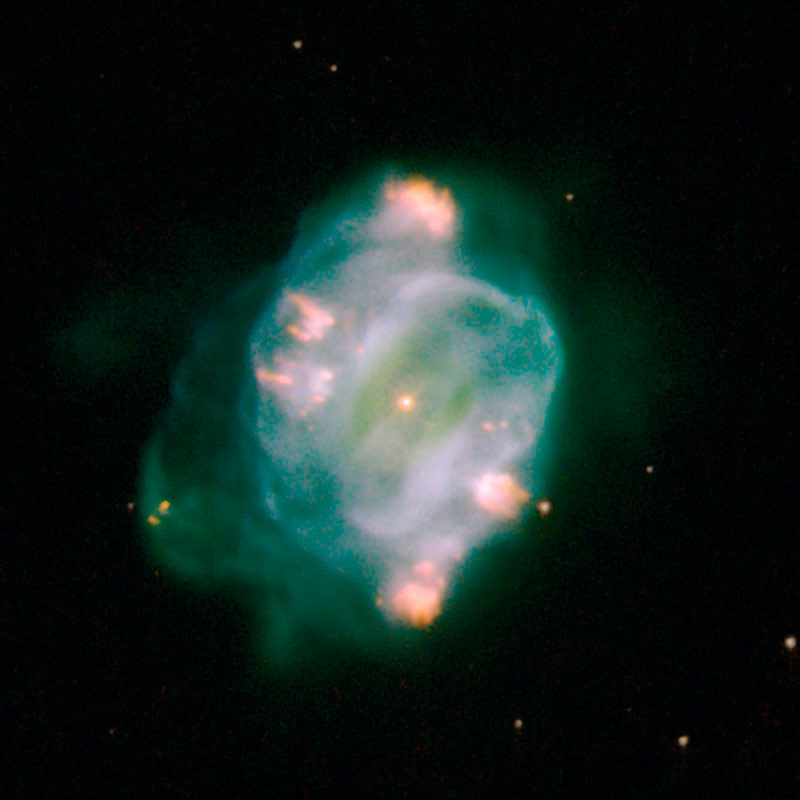
Image composite réalisée par l'instrument WFPC2 (Wide Field/Planetary Camera) du télescope Hubble.
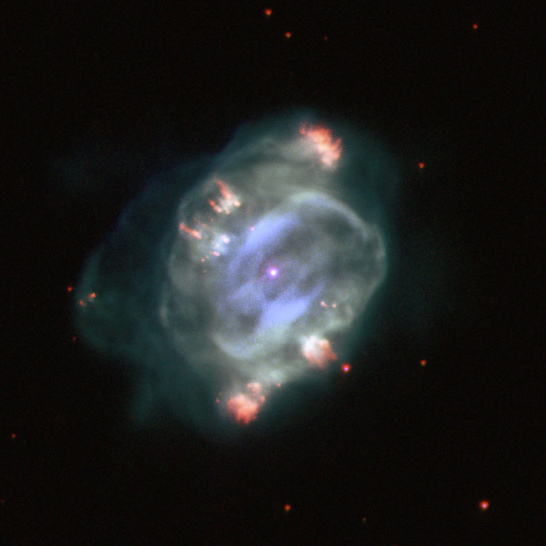
Autre image de NGC 5307 réalisée avec les données captées par le télescope Hubble.